# 체코 엑스트랄리가 (야구)
엑스트랄리가(체코어: Extraliga) 또는 체스카 베이스볼로바 엑스트랄리가(체코어: Česká baseballová extraliga)는 1970년 창설되어 ČBA가 주관하는 체코의 최상위 야구 리그이다. 시즌 경기는 매년 35경기를 치르며 2014년 시즌까지 드라치브르노(Draci Brno)가 19번째 우승을 함으로써 국내리그 최정상 자리를 유지하고 있다. 승강제 시스템 없이 5위부터 8위까지는 하위 플레이오프 경기를 치러 순위를 정하며 1위부터 4위까지는 상위 플레이오프를 거쳐 최종 두팀이 엑스트랄리가 챔피언을 두고 경쟁하게 된다.

## 역사
체코의 야구는 미국인에 의해 전해졌지만 민족적 대립과 2차 세계대전의 발발, 그리고 구소련의 침공으로 인한 공산화 등으로 인해 일부 지역에서 하나의 놀이로 명맥이 이어졌다. 1964년 수도 프라하에 있는 대학의 학생들이 소프트볼에서 야구로 전환하는 형태로 결성 한 것이 최초의 야구 팀 이었다고 한다.
그들은 1966년에 일시적으로 유럽 야구 연맹에 가입, 이탈리아, 네덜란드 외에 벨기에와 폴란드로 방문경기를 했다고 전해진다. 체코 야구리그는 1970년부터 시작이 되었지만 공산화가 무너진 시기 인 1993년에 체코 최상위 야구리그 엑스트랄리가(Česká baseballová Extraligy)로 재편하면서 본격적으로 저변을 넓히기 시작했다. 매년 4월부터 시즌이 시작되며 10개 팀으로 구성되어 있다.

## 출전팀
| 구단                   | 연고지     | 창단일      | 경기장                               |
| ---------------------- | ---------- | ----------- | ------------------------------------ |
| 드라키 브르노          | 브르노     | 1972년      | 메스트스카이 베이스볼로뷔 스타디온   |
| 이글스 프라하          | 프라하     | 1981년      | 이글스 파크                          |
| Kotlářka Praha         | 프라하     | 1982년      | Stadión Markéta                      |
| Skokani Olomouc        | 올로모우츠 | 1998-1999년 | Stadion Lazce                        |
| 애로우즈 오스트라바    | 오스트라바 | 1973년      | 스타디온 포루바                      |
| 카르디온 흐로시 브르노 | 브르노     | 2003년      | Sportovně rekreační areál "U Hrocha" |
| 테크니카 브르노        | 브르노     | 1971년      | 스타디온 크라비 호라                 |
| 템포 타이탄스 프라하   | 프라하     | 1963년      | 아레알 TJ 템포                       |
| Třebíč Nuclears        | 트르제비치 | 1982년      | Třebíč Nuclears z.s.                 |
| 올림피아 블란스코      | 블란스코   | 1988년      | 올림피에 블란스코 야구장             |

## 역대 우승팀
- 1993:	Technika Brno
- 1994:	Technika Brno
- 1995: Draci Brno
- 1996: Draci Brno
- 1997: Draci Brno
- 1998: Draci Brno
- 1999: Draci Brno
- 2000: Draci Brno
- 2001: Draci Brno
- 2002: Draci Brno
- 2003: Draci Brno
- 2004: Draci Brno
- 2005: Draci Brno
- 2006: Draci Brno
- 2007: Draci Brno
- 2008: Draci Brno
- 2009: Draci Brno
- 2010: Draci Brno
- 2011: Technika Brno
- 2012: Draci Brno
- 2013: Draci Brno
- 2014: Draci Brno
- 2015: Kotlářka Praha
- 2016: Draci Brno
- 2017: Draci Brno
- 2018: Arrows Ostrava
- 2019: Arrows Ostrava
- 2020: Draci Brno
- 2021: Arrows Ostrava
- 2022: Draci Brno
- 2023: Draci Brno
- 2024: Draci Brno

## 같이 보기
- 체코 야구 국가대표팀
- 유럽 야구 연맹